# Inglaterra en la Copa Mundial de Fútbol de 1990
La selección de Inglaterra fue uno de los 24 países participantes de la Copa Mundial de Fútbol de 1990, realizada en Italia. El seleccionado inglés clasificó a la cita de Italia, tras obtener el segundo puesto del Grupo 2 de la eliminatoria de la UEFA, superado por 1 punto por su similar de Suecia, equipo que también clasificó al Mundial, al quedar en el primer lugar.

## Clasificación

### Grupo 4

#### Tabla de posiciones
|            | PJ | PG | PE | PP | GF | GC | Dif | Pts |
| ---------- | -- | -- | -- | -- | -- | -- | --- | --- |
| Suecia     | 6  | 4  | 2  | 0  | 9  | 3  | +6  | 10  |
| Inglaterra | 6  | 3  | 3  | 0  | 10 | 0  | +10 | 9   |
| Polonia    | 6  | 2  | 1  | 3  | 4  | 8  | -4  | 5   |
| Albania    | 6  | 0  | 0  | 6  | 3  | 15 | -12 | 0   |

|                       | Bandera de Albania | Bandera de Inglaterra | Bandera de Polonia | Bandera de Suecia |
| --------------------- | ------------------ | --------------------- | ------------------ | ----------------- |
| Bandera de Albania    | –                  | 0 – 2                 | 1 – 2              | 1 – 2             |
| Bandera de Inglaterra | 5 – 0              | –                     | 3 – 0              | 0 – 0             |
| Bandera de Polonia    | 1 – 0              | 0 – 0                 | –                  | 0 – 2             |
| Bandera de Suecia     | 3 – 1              | 0 – 0                 | 2 – 1              | –                 |

## Jugadores
Entrenador:  Bobby Robson
| No. | Pos. | Jugador         | Fecha de nacimiento (edad)         | Apa. | Club                    |
| --- | ---- | --------------- | ---------------------------------- | ---- | ----------------------- |
| 1   | POR  | Peter Shilton   | 18 de septiembre de 1949 (40 años) | 118  | Derby County            |
| 2   | DEF  | Gary Stevens    | 27 de marzo de 1963 (27 años)      | 39   | Rangers                 |
| 3   | DEF  | Stuart Pearce   | 24 de abril de 1962 (28 años)      | 24   | Nottingham Forest       |
| 4   | MED  | Neil Webb       | 30 de julio de 1963 (26 años)      | 19   | Manchester United       |
| 5   | DEF  | Des Walker      | 26 de noviembre de 1965 (24 años)  | 18   | Nottingham Forest       |
| 6   | DEF  | Terry Butcher   | 28 de diciembre de 1958 (31 años)  | 72   | Rangers                 |
| 7   | MED  | Bryan Robson    | 11 de enero de 1957 (33 años)      | 85   | Manchester United       |
| 8   | MED  | Chris Waddle    | 14 de diciembre de 1960 (29 años)  | 52   | Marseille               |
| 9   | DEL  | Peter Beardsley | 18 de enero de 1961 (29 años)      | 40   | Liverpool               |
| 10  | DEL  | Gary Lineker    | 30 de noviembre de 1960 (29 años)  | 51   | Tottenham Hotspur       |
| 11  | MED  | John Barnes     | 7 de noviembre de 1963 (26 años)   | 53   | Liverpool               |
| 12  | DEF  | Paul Parker     | 4 de abril de 1964 (26 años)       | 5    | Queens Park Rangers     |
| 13  | POR  | Chris Woods     | 14 de noviembre de 1959 (30 años)  | 16   | Rangers                 |
| 14  | DEF  | Mark Wright     | 1 de agosto de 1963 (26 años)      | 24   | Derby County            |
| 15  | DEF  | Tony Dorigo     | 31 de diciembre de 1965 (24 años)  | 3    | Chelsea                 |
| 16  | MED  | Steve McMahon   | 20 de agosto de 1961 (28 años)     | 12   | Liverpool               |
| 17  | MED  | David Platt     | 10 de junio de 1966 (23 años)      | 5    | Aston Villa             |
| 18  | MED  | Steve Hodge     | 25 de octubre de 1962 (27 años)    | 22   | Nottingham Forest       |
| 19  | MED  | Paul Gascoigne  | 27 de mayo de 1967 (23 años)       | 11   | Tottenham Hotspur       |
| 20  | MED  | Trevor Steven   | 21 de septiembre de 1963 (26 años) | 26   | Rangers                 |
| 21  | DEL  | Steve Bull      | 28 de marzo de 1965 (25 años)      | 7    | Wolverhampton Wanderers |
| 22  | POR  | David Seaman*   | 19 de septiembre de 1963 (26 años) | 3    | Queens Park Rangers     |

| No. | Pos. | Jugador      | Fecha de nacimiento (edad)    | Apa. | Club    |
| --- | ---- | ------------ | ----------------------------- | ---- | ------- |
| 22  | POR  | Dave Beasant | 20 de marzo de 1959 (31 años) | 2    | Chelsea |

 * David Seaman fue convocado originalmente, pero después del primer partido en Italia, tuvo que retirarse del equipo debido a una lesión en el pulgar y fue reemplazado por Dave Beasant.

## Participación

### Primera ronda

#### Grupo F
| Equipo       | Pts | PJ | PG | PE | PP | GF | GC | Dif |
| ------------ | --- | -- | -- | -- | -- | -- | -- | --- |
| Inglaterra   | 4   | 3  | 1  | 2  | 0  | 2  | 1  | 1   |
| Irlanda 1    | 3   | 3  | 0  | 3  | 0  | 2  | 2  | 0   |
| Países Bajos | 3   | 3  | 0  | 3  | 0  | 2  | 2  | 0   |
| Egipto       | 2   | 3  | 0  | 2  | 1  | 1  | 2  | -1  |

| 11 de junio de 1990, 21:00 | Inglaterra | 1:1 (1:0) | Irlanda    | Stadio Sant'Elia, Cagliari                                   |                                                              |
|                            | Lineker 9' | Reporte   | Sheedy 73' | Asistencia: 35.238 espectadores Árbitro(s): Aron Schmidhuber | Asistencia: 35.238 espectadores Árbitro(s): Aron Schmidhuber |

| 16 de junio de 1990, 17:00 | Inglaterra | 0:0     | Países Bajos | Stadio Sant'Elia, Cagliari                                 |                                                            |
|                            |            | Reporte |              | Asistencia: 35.267 espectadores Árbitro(s): Zoran Petrović | Asistencia: 35.267 espectadores Árbitro(s): Zoran Petrović |

| 21 de junio de 1990, 21:00 | Inglaterra | 1:0 (0:0) | Egipto | Stadio Sant'Elia, Cagliari                                     |                                                                |
|                            | Wright 58' | Reporte   |        | Asistencia: 34.959 espectadores Árbitro(s): Kurt Röthlisberger | Asistencia: 34.959 espectadores Árbitro(s): Kurt Röthlisberger |

### Segunda ronda

#### Octavos de final
| 26 de junio de 1990, 21:00 | Inglaterra | 1:0 (t. s.) | Bélgica | Stadio Renato Dall'Ara, Bolonia                             |                                                             |
|                            | Platt 119' | Reporte     |         | Asistencia: 34.520 espectadores Árbitro(s): Peter Mikkelsen | Asistencia: 34.520 espectadores Árbitro(s): Peter Mikkelsen |

### Cuartos de final
| 1 de julio de 1990, 21:00 | Inglaterra                                  | 3:2 (2:2,1:0) (t. s.) | Camerún                      | Stadio San Paolo, Nápoles                                          |                                                                    |
|                           | Platt 25' · Lineker 83' (pen.), 105' (pen.) | Reporte               | Kundé 61' (pen.) · Ekéké 65' | Asistencia: 55.205 espectadores Árbitro(s): Edgardo Codesal Méndez | Asistencia: 55.205 espectadores Árbitro(s): Edgardo Codesal Méndez |

### Semifinal
| 4 de julio de 1990, 20:00 | Alemania Federal                  | 1:1 (0:0,1:1) (t. s.)(4:3 p.) | Inglaterra                                    | Stadio delle Alpi, Turín                                        |                                                                 |
|                           | Brehme 60'                        | Reporte                       | Lineker 80'                                   | Asistencia: 62.628 espectadores Árbitro(s): José Roberto Wright | Asistencia: 62.628 espectadores Árbitro(s): José Roberto Wright |
|                           |                                   | Tiros desde el punto penal    |                                               |                                                                 |                                                                 |
|                           | Brehme · Matthäus · Riedle · Thon |                               | Lineker · Beardsley · Platt · Pearce · Waddle |                                                                 |                                                                 |

### Tercer Lugar
| 7 de julio de 1990, 20:00 | Italia                            | 2:1 (0:0) | Inglaterra | Stadio San Nicola, Bari                                  |                                                          |
|                           | Baggio 71' · Schillaci 86' (pen.) | Reporte   | Platt 81'  | Asistencia: 51.426 espectadores Árbitro(s): Joel Quiniou | Asistencia: 51.426 espectadores Árbitro(s): Joel Quiniou |

| Italia | Inglaterra |

| ARQ            | 1  | Walter Zenga        |  |     |
| DEF            | 2  | Franco Baresi       |  |     |
| DEF            | 3  | Giuseppe Bergomi    |  |     |
| DEF            | 5  | Ciro Ferrara        |  |     |
| DEF            | 8  | Pietro Vierchowod   |  |     |
| DEF            | 7  | Paolo Maldini       |  |     |
| MED            | 13 | Giuseppe Giannini   |  | 90' |
| MED            | 9  | Carlo Ancelotti     |  |     |
| MED            | 4  | Luigi De Agostini   |  | 67' |
| DEL            | 15 | Roberto Baggio      |  |     |
| DEL            | 19 | Salvatore Schillaci |  |     |
| Substitutos:   |    |                     |  |     |
| DEF            | 6  | Riccardo Ferri      |  | 90' |
| MED            | 10 | Nicola Berti        |  | 67' |
| ARQ            | 12 | Stefano Tacconi     |  |     |
| MED            | 20 | Aldo Serena         |  |     |
| DEL            | 21 | Gianluca Vialli     |  |     |
| Entrenador:    |    |                     |  |     |
| Azeglio Vicini |    |                     |  |     |

| ARQ          | 1  | Peter Shilton   |  |     |
| DEF          | 14 | Mark Wright     |  | 71' |
| DEF          | 2  | Gary Stevens    |  |     |
| DEF          | 12 | Paul Parker     |  |     |
| DEF          | 5  | Des Walker      |  |     |
| DEF          | 15 | Tony Dorigo     |  |     |
| MED          | 20 | Trevor Steven   |  |     |
| MED          | 16 | Steve McMahon   |  | 71' |
| MED          | 17 | David Platt     |  |     |
| DEL          | 9  | Peter Beardsley |  |     |
| DEL          | 10 | Gary Lineker    |  |     |
| Substitutos: |    |                 |  |     |
| DEF          | 3  | Stuart Pearce   |  |     |
| MED          | 4  | Neil Webb       |  | 71' |
| MED          | 8  | Chris Waddle    |  | 71' |
| ARQ          | 13 | Chris Woods     |  |     |
| DEL          | 21 | Steve Bull      |  |     |
| Entrenador:  |    |                 |  |     |
| Bobby Robson |    |                 |  |     |